# Dora Doll
Dora Doll, narozená jako Dorothea Feinberg (19. května 1922, Berlín, Německo – 15. listopadu 2015 Saint-Gilles) byla francouzská herečka.

## Kariéra
Jedna z jejích prvních rolí byla ve filmu Manon Henriho Clouzota v roce 1949, kde si zahrála Juliette. Hrála také Lolu ve filmu Touchez pas au grisbi z roku 1954 a také Genisse ve filmu Francouzský Kankán Jeana Renoira z roku 1955. V roce 1977 hrála také ve filmu Julia Freda Zinnemanna, kde se objevila například i Jane Fonda nebo Vanessa Redgrave.
V roce 1976 se objevila v televizní serii Hotel Baltimore a v devadesátých letech pak v televizní serii Příliv života. V roce 2007 hrála ve filmu Zkáza zámku Herm.

## Osobní život
Dvakrát byla provdána za herecké kolegy. Poprvé za Raymonda Pellegrina, podruhé za Francoise Deguelta. V roce 2000 jí byl udělen francouzský Národní řád za zásluhy.